# نوینکیرشن (برنکاستل-ویتلیش)
نوینکیرشن (به آلمانی: Neunkirchen) یک شهر در آلمان است که در برنکاستل-ویتلیش واقع شده‌است. نوینکیرشن ۱۳۲ نفر جمعیت دارد.